# Anselmo Gonçalves Cardoso
Anselmo Gonçalves Cardoso (* 6. Januar 1984 in Freiria) ist ein portugiesischer Fußballspieler. Er ist seit Mitte 2015 ohne Verein.

## Karriere
Cardoso begann seine Karriere beim Heimatverein Freiria, von wo er zu SC União Torreense wechselte. Dort spielte er insgesamt drei Jahre, ehe er von CF Estrela Amadora verpflichtet wurde. In seiner ersten Saison wurde der Verein Neunter in der höchsten portugiesischen Spielklasse. In der darauffolgenden Saison konnte der zehnte Platz erreicht werden. Nach Platz 13 stieg der Verein, aufgrund finanzieller Probleme, 2008/09 nach Platz elf ab.
Daraufhin wechselte der Stürmer den Verein und ging zu Nacional Funchal. Dort gab er in der Europa-League-Saison 2009/10 sein Debüt auf europäischer Klubebene, als er im Gruppenspiel gegen Werder Bremen am 3. Dezember 2009 in der 87. Minute für Leandro Salino eingewechselt wurde. Das Spiel in Bremen endete 1:4. Nacional wurde in der Meisterschaft Siebenter der Liga. Er saß meist auf der Ersatzbank und kam als Einwechselspieler zum Zuge. Anfang 2012 verließ er den Klub zum Rio Ave FC, wo er sich nicht durchsetzen konnte.
Mitte 2012 ging Anselmo in den Iran und schloss sich dort Tractor Sazi Täbris an. Auch hier kam er nur selten zum Einsatz und kehrte Anfang 2014 nach Portugal zurück. Er heuerte beim Portimonense SC an, der in der Segunda Liga spielte. Hier wurde er wieder zum Stammkraft im Sturm. In der Saison 2013/14 fiel er häufiger aus. Nach Saisonende verließ er den Klub und wechselte zu Caldas SC. Nach wenigen Wochen schloss er sich Al-Mesaimeer SC in Katar an. Er erzielte dort 19 Tore bei 17 Einsätzen. Seit Mitte 2015 ist er ohne Verein.